# Serhij Sjaptala
Serhij Oleksandrovitj Sjaptala (ukrainska: Сергій Олександрович Шаптала), född 5 februari 1973 i Kostiantynivka, Tjerkasy oblast, Ukraina, är en ukrainsk generallöjtnant. 28 juli 2021 utsågs han till stabschef i Ukrainas försvarsmakt.
Sjaptala inledde sin utbildning vid militärhögskolan i Odessa, där han tog examen 1994. 2018 tog han även examen vid försvarsuniversitetet Natsionalnyi Universytet Oborony Ukrainy imeni Ivana Chernyakhovskoho. Sedan 1994 har han haft en lång rad befattningar inom den ukrainska försvarsmakten, innan han 2021 utsågs till dess stabschef. För sin militärtjänstgöring har han erhållit flera priser och medaljer. 18 februari 2015 tilldelades han av Ukrainas president titeln Ukrainas hjälte och orden med den gyllene stjärnan.
Shaptala är gift och har två barn.